# Promontory Butte Lookout Complex
Le Promontory Butte Lookout Complex est un ensemble architectural américain comprenant une tour de guet du comté de Coconino, en Arizona. Protégé au sein de la forêt nationale d'Apache-Sitgreaves, cet ensemble est inscrit au Registre national des lieux historiques depuis le 28 janvier 1988. Haute d'environ 33,5 mètres, sa tour a été érigée en 1924.